# Rue Ampère (Saint-Ouen-sur-Seine)
La rue Ampère est une voie publique de Saint-Ouen-sur-Seine, dans le département de la Seine-Saint-Denis.

## Situation et accès
Sa desserte ferroviaire est assurée par la station de métro Mairie de Saint-Ouen sur les lignes 13 et 14 du métro de Paris.

## Origine du nom

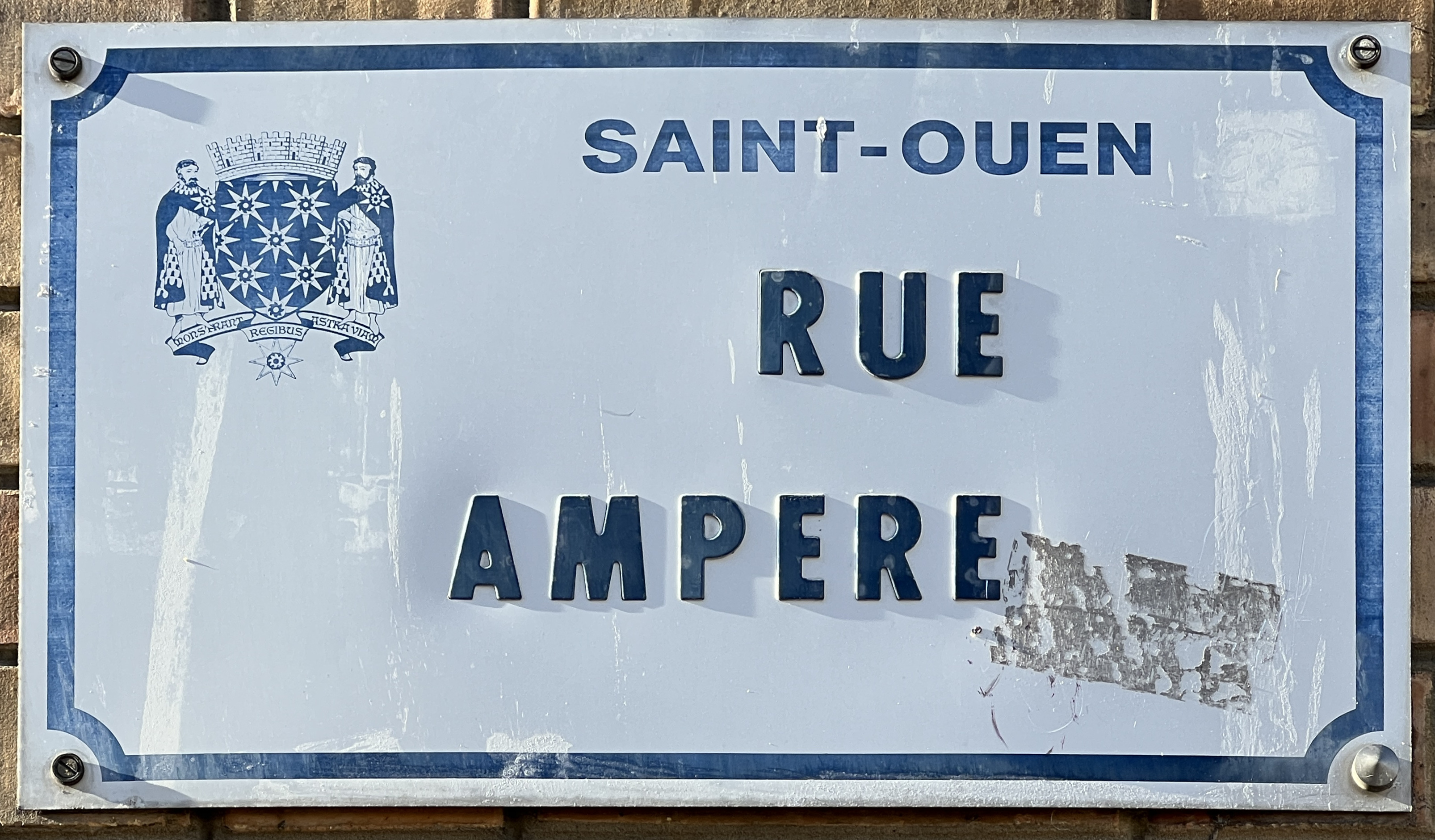
Plaque de la rue Ampère.

Elle porte le nom du physicien, mathématicien et philosophe français André Marie Ampère (1775-1836).

## Historique
Cette rue, ouverte en 1907, s'arrêtait autrefois à la rue Diderot. Après les années 1930, son extrémité sud-ouest fut repoussée après la rue Lieutadès (devenue rue Ambroise-Croizat), jusqu'à la rue Anselme.
Avec la rue Lieutadès, elle fut bombardée en 1944, et les installations sportives détruites.

## Bâtiments remarquables et lieux de mémoire
- Collège Jean-Jaurès, construit en 1933-1934, qui intègre les bâtiments du Groupe scolaire du Centre, école créée en 1883[3], et d'un ancien gymnase destiné aux pompiers[4]. Ce gymnase fut construit en 1902 par l'architecte César Auguste Mancel[5].
- Espace nautique Auguste-Delaune.
- Aux nos 14-16, archives des sociétés Gaumont et Pathé[6].

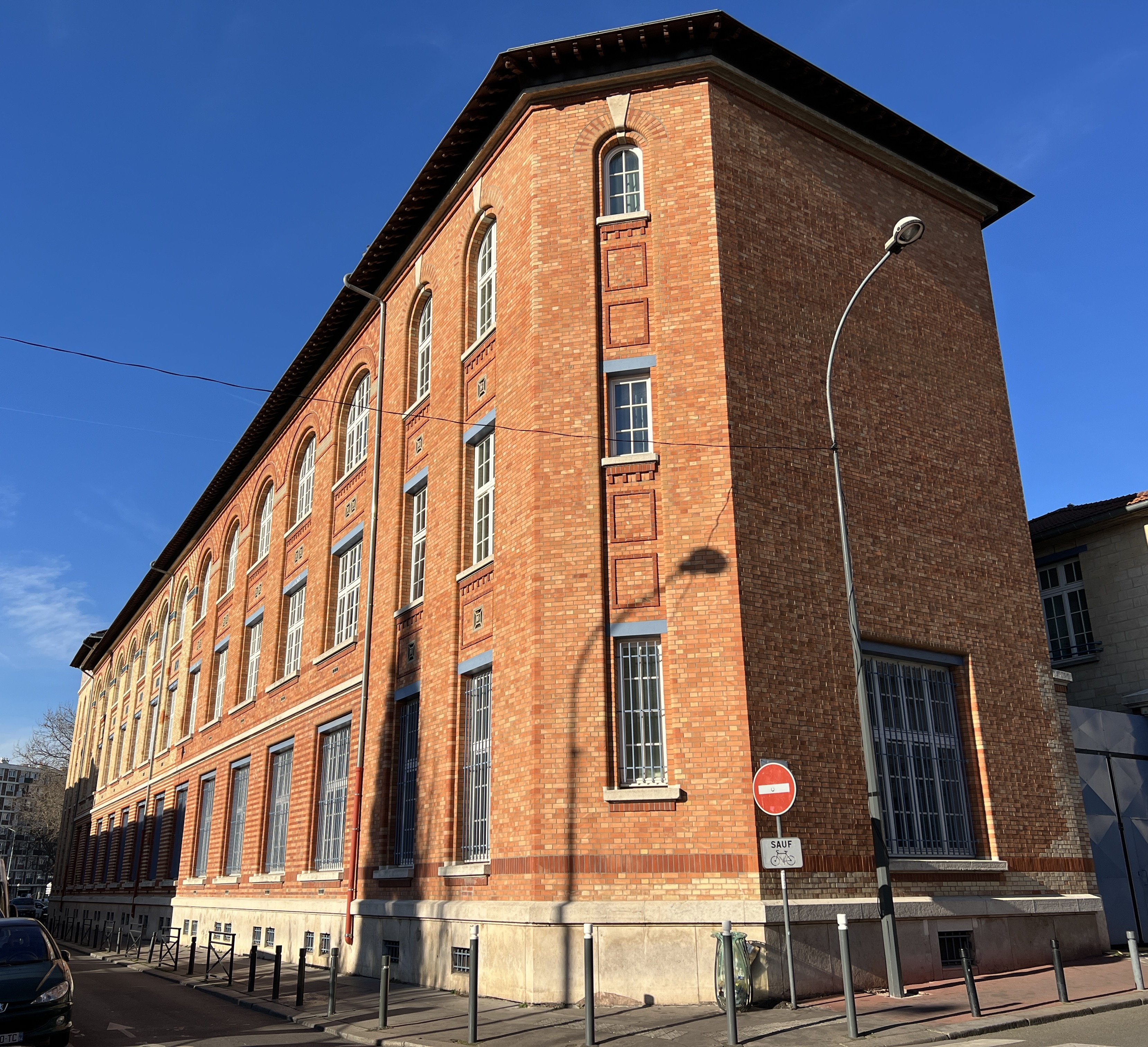
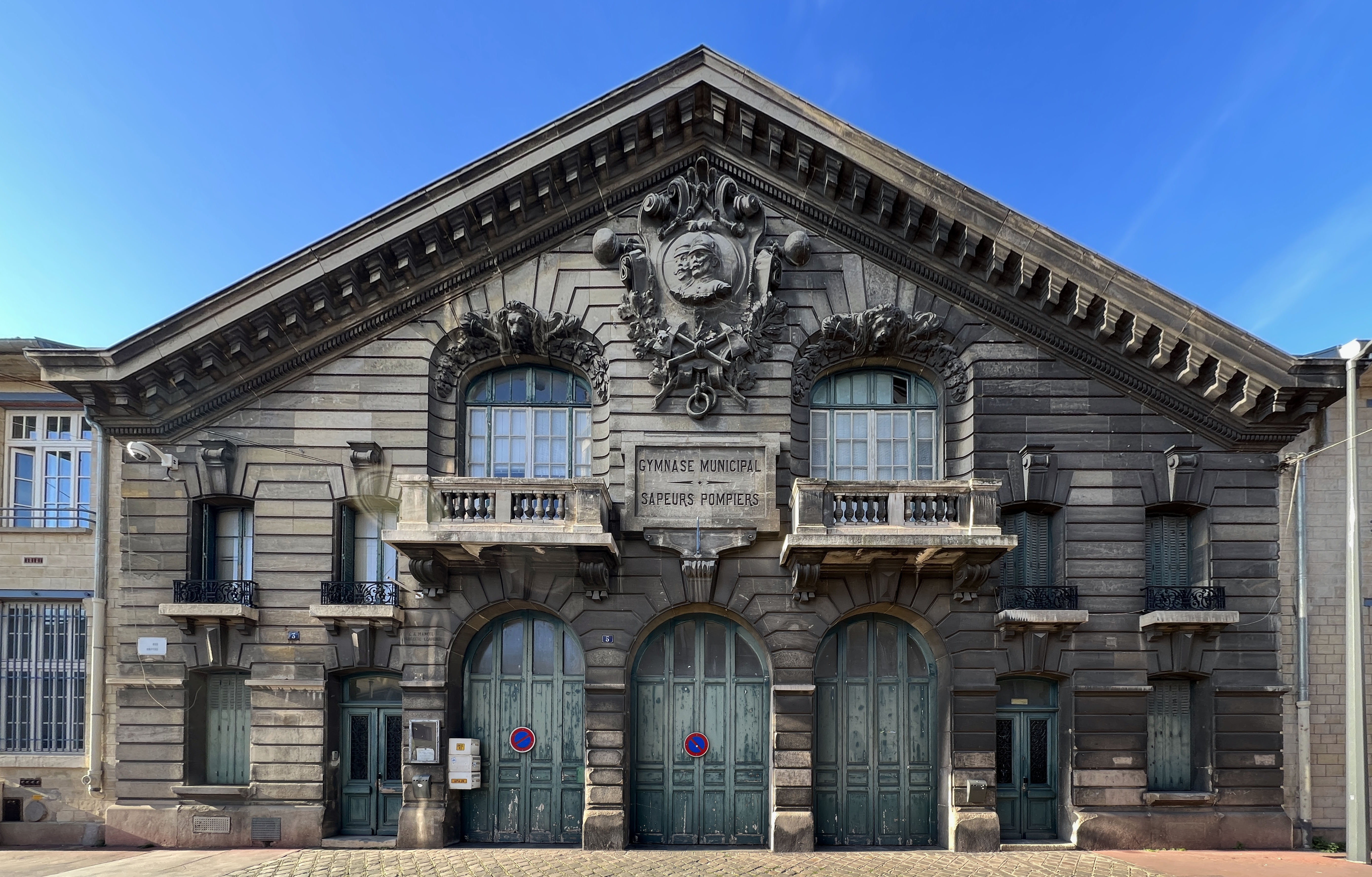
Le poste central des Pompiers.

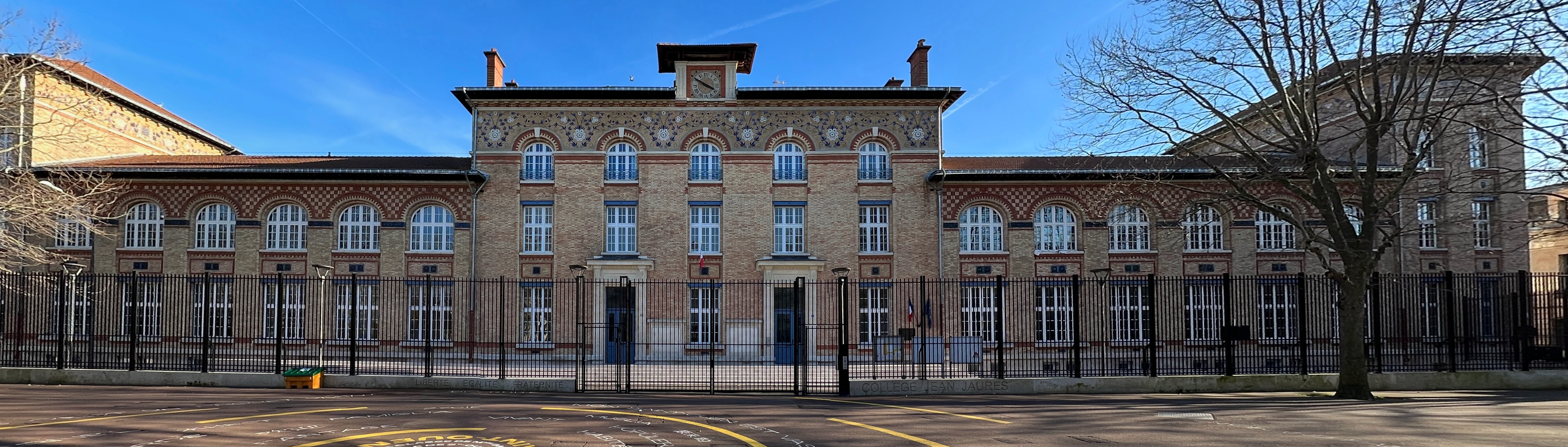